# 서포코트현

서포코트현

서포코트현(West Pokot County)은 케냐를 구성하는 47개 현 가운데 하나로 현도는 카펭구리아이며 면적은 8,418.2km2, 인구는 512,690명(2009년 기준)이다. 2013년에 실시된 행정 구역 개편에 따라 리프트밸리주에서 분리되어 신설되었다. 북쪽과 동쪽으로는 투르카나현, 남동쪽으로는 바링고현, 남쪽으로는 엘게요마라퀘트현, 트랜스은조이아현과 접하며 서쪽으로는 우간다와 국경을 접한다.

## 인구
| 연도    | 인구    | ±%     |
| ------- | ------- | ------ |
| 1979    | 158,652 | —      |
| 1989    | 225,449 | +42.1% |
| 1999    | 308,086 | +36.7% |
| 2009    | 512,690 | +66.4% |
| 2019    | 621,241 | +21.2% |
| source: |         |        |